# Colombianen

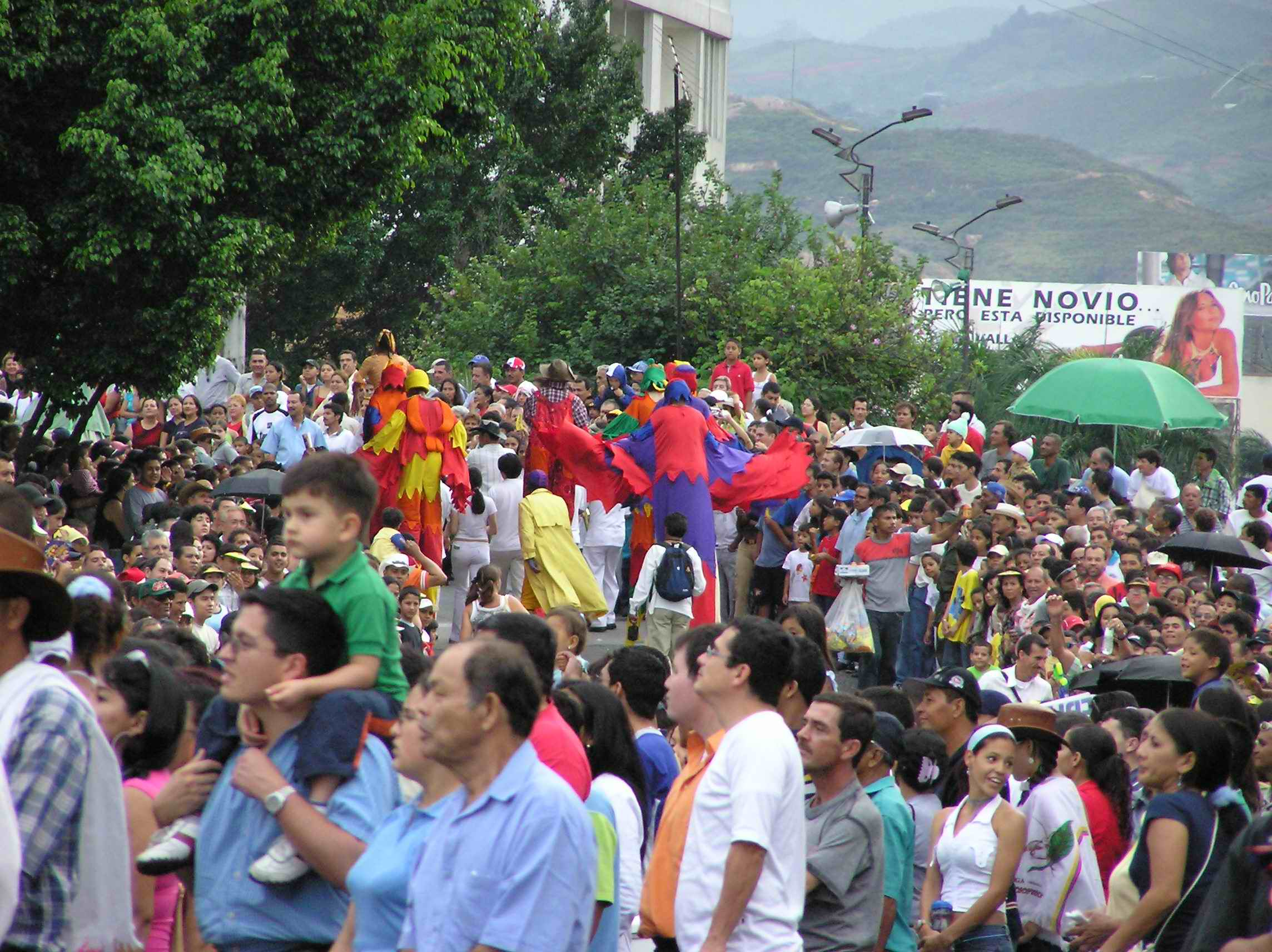
Colombianen op Cali's Fair.

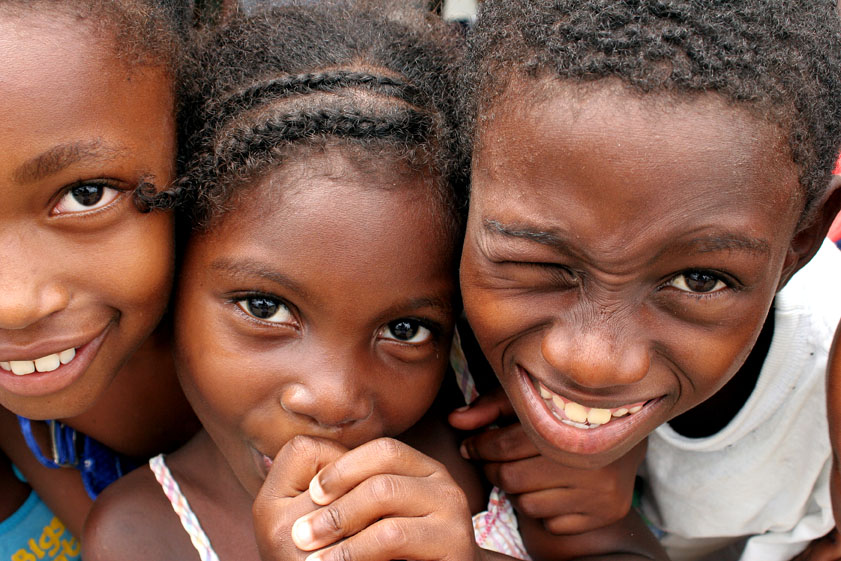
Afro-Colombiaanse kinderen.

Colombianen zijn de inwoners van een multi-etnische, Spaans-sprekende natie in Zuid-Amerika genaamd Colombia. Colombianen zijn overwegend rooms-katholiek en een mengeling van Europeanen, Afrikanen en indianen.

## Demografie
Colombia is met 43,6 miljoen inwoners in 2006 en 46,3 miljoen inwoners in 2012 het op twee na dichtst bevolkte land van Latijns-Amerika, na Brazilië en Mexico. In 2006 verwachtte men nog dat Colombia in 2015 52 miljoen inwoners zou hebben.
Halverwege de 20e eeuw trokken veel Colombianen van het platteland naar de stad, maar nadien is deze migratie afgenomen. De bevolking in steden steeg van 31% in 1938 naar 57% in 1951, tot ongeveer 70% in 1990. 30 steden in Colombia hebben meer dan 100.000 inwoners. In de negen oostelijke departementen, die gezamenlijk 54% van het totale oppervlak van Colombia vormen, woont slechts 3% van de bevolking. De bevolkingsdichtheid is hier minder dan 1 persoon per vierkante kilometer. Meer dan twee derde van de Colombianen woont in steden.
33% van de Colombianen is jonger dan 14 jaar, en amper 4% ouder dan 65.

## Etnische achtergrond
Colombia heeft een diverse populatie, die duidelijk de geschiedenis van het land weergeeft. De huidige bevolking is voortgekomen uit verschillende groepen die zich in het verleden in Colombia hebben gevestigd, waaronder Europese, Afrikaanse, Aziatische en Arabische immigranten, en de oorspronkelijke indianen.
Veel indianen werden opgenomen in de mestiezenbevolking, maar de nog overgebleven 700.000 vertegenwoordigen heden ten dage 58 verschillende culturen.
De Europese immigranten waren voornamelijk Spanjaarden, maar ook Portugezen, Nederlanders, Duitsers, Italianen, Fransen, Zwitsers, Belgen, Britten en een kleine groep Ieren. Tevens kwamen eind 19e eeuw veel immigranten uit Noord-Amerika en de Caraïben naar Colombia. Tijdens de Tweede Wereldoorlog en de Koude Oorlog immigreerden veel Polen, Hongaren en Kroaten naar Colombia.
De Afrikanen die naar Colombia kwamen waren veelal slaven. Onder de Aziatische immigranten bevonden zich vooral Chinezen, Japanners en Koreanen.
58% van de huidige bevolking is mesties of een mengeling van Europese en Amerikaans-indiaanse komaf. 20% is van blanke Europese komaf en/of Midden-Oosterse komaf. Nog eens 14% is gemengd Afrikaans en Europees, terwijl 4% Afrikaans is. Indianen maken nog maar 1% uit van de bevolking.
Colombia kent officieel 101 talen, waarvan er 80 nog dagelijks worden gesproken.